# Drosophila pseudotetrachaeta
Drosophila pseudotetrachaeta este o specie de muște din genul Drosophila, familia Drosophilidae, descrisă de Angus în anul 1967. Conform Catalogue of Life specia Drosophila pseudotetrachaeta nu are subspecii cunoscute.